# Teratocoris saundersi
Teratocoris saundersi ist eine Wanzenart aus der Familie der Weichwanzen (Miridae).

## Merkmale
Die Wanzen werden 4,3 bis 6,4 Millimeter lang. Die Arten der Gattung Teratocoris tragen eine quer verlaufende Grube zwischen den Facettenaugen. Die Artbestimmung innerhalb dieser Gattung ist schwer, insbesondere bei den Weibchen. Bei Teratocoris saundersi ist das erste Glied der Fühler in der Regel überwiegend grün und dicht mit groben, ziemlich langen Härchen bedeckt. Die Seiten des Pronotums sind nahezu gerade. Die Art ähnelt Teratocoris viridis und Teratocoris caricis sehr. Die Imagines haben meist zurückgebildete (brachyptere) Flügel. Aber häufiger als bei anderen Arten der Gattung Teratocoris treten Individuen beider Geschlechter mit voll entwickelten (makropteren) Flügeln auf.

## Vorkommen und Lebensraum
Die Art ist in der Holarktis verbreitet und kommt vor allem im Norden Europas vor und dringt nur wenig nach Mitteleuropa vor. Östlich erstreckt sich ihre Verbreitung über das Baltikum und Russland bis nach Sibirien und den Norden Chinas. In Deutschland ist sie nur vereinzelt in Küstennähe nachgewiesen, ist lokal aber nicht selten. Besiedelt werden mehr oder weniger stark vom Salz beeinflusste Feuchtbiotope. Selten findet man sie auch in mäßig feuchten oder trockenen Lebensräumen, etwa Ruderalfluren mit Schilfrohr-Bewuchs nahe der Küste oder auf Küstendünen mit Bewuchs von Gewöhnlichem Strandhafer (Phragmites australis).

## Lebensweise
Teratocoris saundersi lebt vor allem an Schilfrohr (Phragmites australis), aber auch an anderen Süßgräser (Poaceae), Sauergrasgewächsen (Cyperaceae) und Binsengewächsen (Juncaceae). Sie ernähren sich zoophytophag. Der Entwicklungszyklus ähnelt dem der anderen Teratocoris-Arten in ihrem Verbreitungsgebiet.

## Belege